# Hrabstwo Chelan
Hrabstwo Chelan (ang. Chelan County) – hrabstwo w stanie Waszyngton w Stanach Zjednoczonych. Hrabstwo zajmuje powierzchnię całkowitą 2993,62 mil² (7753,44 km²). Według szacunków United States Census Bureau w roku 2009 miało 72 372 mieszkańców. Siedzibą hrabstwa jest Wenatchee.
Słowo "chelan" pochodzi z języka Indian Chelan i oznacza "głęboką wodę" (deep water). Tę samą nazwę nosi leżące w hrabstwie jezioro. Hrabstwo Chelan zostało wydzielone z hrabstwa Okanogan i Kittitas 13 marca 1899. Na terenie hrabstwa znajduje się część rezerwatu Glacier Peak Wilderness

## Miasta
- Cashmere
- Chelan
- Entiat
- Leavenworth
- Wenatchee

## CDP
- Chelan Falls
- Manson
- South Wenatchee
- Sunnyslope